# Lambda Piscium
Lambda Piscium (λ Psc / 18 Piscium / HD 222603 / HR 8904) es una estrella en la constelación de Piscis.
De magnitud aparente +4,50, se encuentra a 101 años luz del sistema solar.
Aunque en general se la considera miembro de la corriente de estrellas de la asociación estelar de la Osa Mayor, existen estudios que cuestionan dicha pertenencia.
Lambda Piscium es una estrella blanca de la secuencia principal de tipo espectral A7V con una temperatura efectiva de 7646 K. 
Al igual que el Sol, esta clase de estrellas obtienen su energía a partir de la fusión nuclear del hidrógeno, si bien son más calientes y luminosas que este.
Muchas conocidas estrellas como Sirio (α Canis Majoris) o Denébola (β Leonis) son estrellas blancas de la secuencia principal; γ Crateris, en la pequeña constelación de Crater, es una estrella casi idéntica a Lambda Piscium.
Esta última tiene una masa de 1,84 masas solares y una edad de 700 millones de años.
Diversas estimaciones cifran el diámetro de Lambda Piscium entre un 20% y un 80% más grande que el del Sol. 
Su velocidad de rotación es de al menos 63 km/s, si bien este es un límite inferior, ya que el valor real depende de la inclinación de su eje respecto a la Tierra.
Respecto al Sol muestra un empobrecimiento en metales como hierro y níquel, siendo esta tendencia más acusada en el caso del magnesio.